# 마리아 벨렌 페레스 마우리세
마리아 벨렌 페레스 마우리세(María Belén Pérez Maurice, 1985년 7월 12일~)는 아르헨티나의 사브르 펜싱 선수이다. 그녀는 런던에서 열린 2012년 하계 올림픽의 펜싱 부문에 참가한 유일한 아르헨티나인이었다.

## 바이오그래피
벨렌은 1985년 7월 12일, 아르헨티나에서 출생하였다.
2012년 3월, 벨렌은 2012년 하계 올림픽에 국제 펜싱 연맹 랭킹 조건을 충족시켜 본선 출전에 성공하였다. 그녀는 랭킹 조건에 따라 올림픽 본선에 진출한 아르헨티나의 첫 펜싱 선수이다.